# Carlos Robertson Lavalle
El Dr. Carlos Robertson Lavalle (1874-1956) fue un médico cirujano argentino.

## Biografía
Nació en Buenos Aires. Hacia 1907 incorporó el apellido materno Lavalle que lo emparentaba al prócer Juan Lavalle. 
Profesor Adjunto de patología quirúrgica (1907-1927) y luego Titular (1927-1944). Director del Hospital San Roque (después Hospital Ramos Mejía), desde 1915 a 1943. Presidió la Asociación Médica Argentina en el período 1917-1919, durante su gestión esa entidad inauguró su sede actual. 
Difundió sus teorías personales sobre el tratamiento de la tuberculosis en numerosos artículos y trabajos. Uno de ellos “Tratamiento biológico de las lesiones osteo-articulares”, obtuvo el Primer Premio de la Academia de Ciencias (1939). 
Murió el 23 de abril de 1956 en La Cumbre (Córdoba) y sus restos fueron trasladados a Buenos Aires e inhumados en la Recoleta.